# Tillandsia bryoides
Tillandsia bryoides är en gräsväxtart som beskrevs av August Heinrich Rudolf Grisebach och John Gilbert Baker. Tillandsia bryoides ingår i släktet Tillandsia och familjen Bromeliaceae. Inga underarter finns listade i Catalogue of Life.

## Bildgalleri

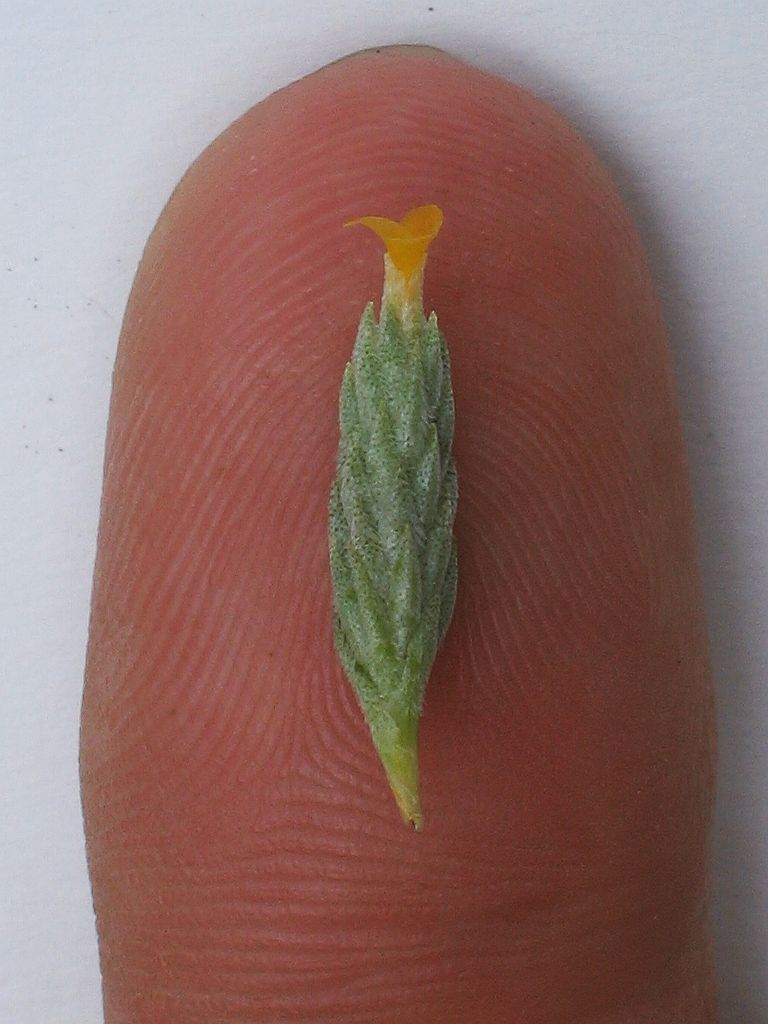